# Rothia simyra
Rothia simyra is een vlinder uit de familie uilen (Noctuidae). De wetenschappelijke naam van deze soort is voor het eerst geldig gepubliceerd in 1877 door Westwood.
De soort komt voor in tropisch Afrika.